# Gideon van Zyl
Gideon van Zyl (Johannesburgo, 24 de noviembre de 1989) es un deportista sudafricano que compitió en judo.
Ganó una medalla en los Juegos Panafricanos de 2011 y seis medallas en el Campeonato Africano de Judo entre los años 2008 y 2014.

## Palmarés internacional
| Juegos Panafricanos | Juegos Panafricanos     | Juegos Panafricanos | Juegos Panafricanos |
| Año                 | Lugar                   | Medalla             | Categoría           |
| ------------------- | ----------------------- | ------------------- | ------------------- |
| 2011                | Maputo (Mozambique)     | Medalla de plata    | –73 kg              |
| Campeonato Africano |                         |                     |                     |
| Año                 | Lugar                   | Medalla             | Categoría           |
| 2008                | Agadir (Marruecos)      | Medalla de bronce   | –66 kg              |
| 2010                | Yaundé (Camerún)        | Medalla de bronce   | –73 kg              |
| 2011                | Dakar (Senegal)         | Medalla de oro      | –73 kg              |
| 2012                | Agadir (Marruecos)      | Medalla de plata    | –73 kg              |
| 2013                | Maputo (Mozambique)     | Medalla de oro      | –73 kg              |
| 2014                | Puerto Louis (Mauricio) | Medalla de oro      | –73 kg              |